# Arpaise
Arpaise – miejscowość i gmina we Włoszech, w regionie Kampania, w prowincji Benewent.
Według danych na 1 stycznia 2022 roku gminę zamieszkiwało 726 osób (360 mężczyzn i 366 kobiet).